# Como (Colorado)
Como è una comunità non incorporata sulle Montagne Rocciose del Colorado (Stati Uniti d'America), nella contea di Park. Contava, nel 2010, 439 abitanti.
Nel 1879 divenne un'importante stazione ferroviaria e deposito locomotive della Denver, South Park and Pacific Railroad, che fu estesa oltre il passo Kenosha per raggiungere il bacino minerario di argento durante il boom dell'argento nel Colorado. Dopo, la città servì come punto di scambio per i treni che andavano a nord verso il Passo Boreas e a sud verso Garos e il Passo Trout Creek.
Deve il nome alla città italiana di Como, assegnatogli da minatori comaschi che lavoravano nelle vicine miniere di argento.

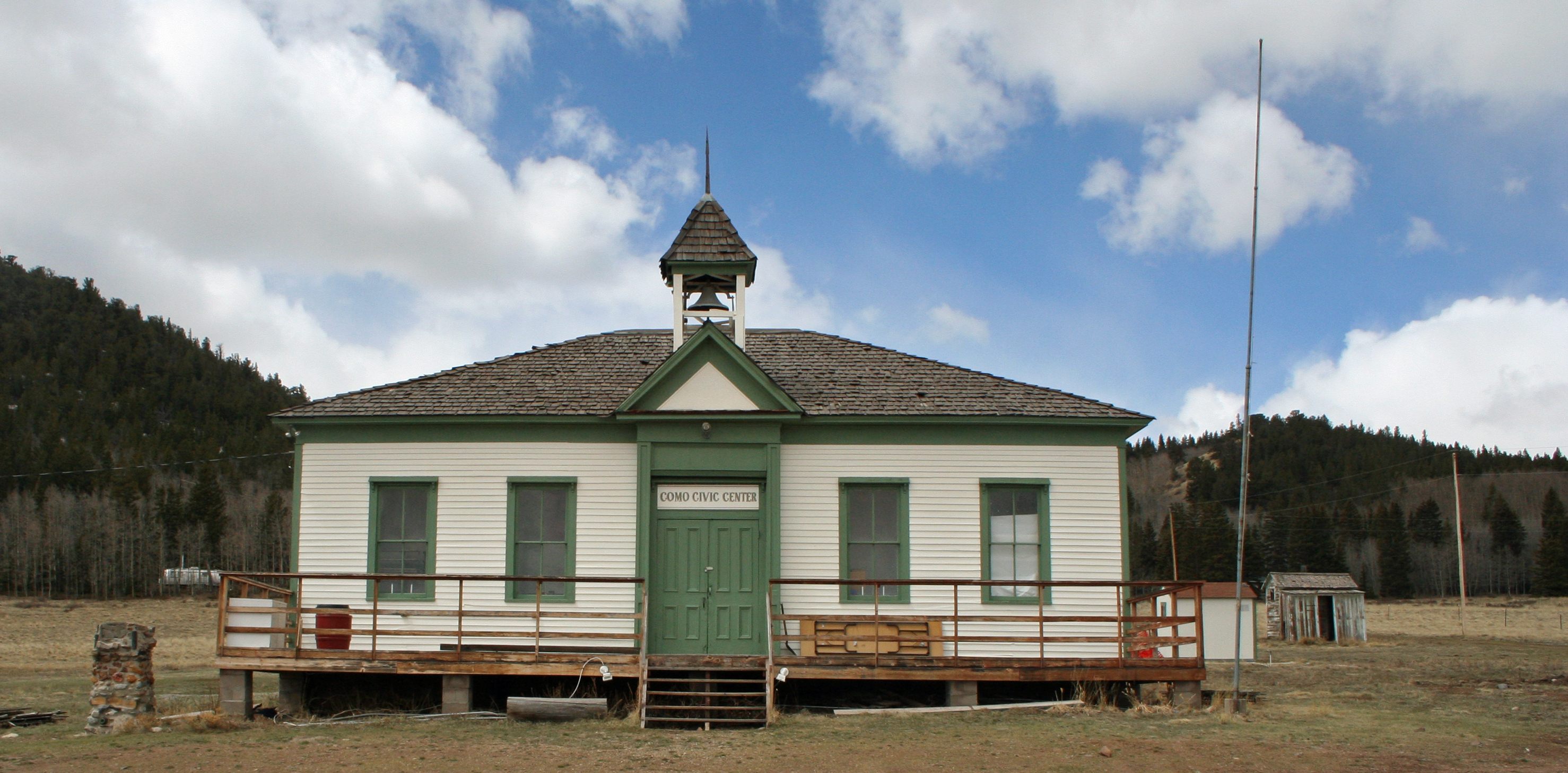
L'antica scuola di Como, oggi non più in uso ma indicata nel Registro Nazionale dei luoghi storici del Colorado